# Calyptapis florissantensis
Calyptapis florissantensis (лат.) — вимерлий вид роду Calyptapis. Вид був описаний Теодором Кокереллем у 1906 році. Вид був виявлений у сланцях Шадронського віку пізнього еоцену в Флориссентській формації, що у окрузі Теллер (штат Колорадо, США).